# Daemonorops jenkinsiana
Daemonorops jenkinsiana är en enhjärtbladig växtart som först beskrevs av William Griffiths, och fick sitt nu gällande namn av Carl Friedrich Philipp von Martius. Daemonorops jenkinsiana ingår i släktet Daemonorops och familjen Arecaceae. Inga underarter finns listade i Catalogue of Life.